# Aktedrilus longitubularis
Aktedrilus longitubularis is een ringworm uit de familie van de Naididae. De wetenschappelijke naam van de soort is voor het eerst geldig gepubliceerd in 1980 door Finogenova & Shurova.